# ExtendedancEPlay
ExtendeDancEPlay è il primo EP dei Dire Straits, pubblicato nel 1983.

## Il disco
Caratterizzato da sonorità più morbide e spensierate che in passato, il disco non rinuncia però a scagliarsi, seppur attraverso un sopraffino gioco ironico, contro i fanatismi imperanti nel mondo della musica (Badges, Posters, Stickers and T-Shirts), non lesina sarcasmi verso un certo tipo di amore immortalato dalle canzonette (Two Young Lovers e If Had You) e riesce anche a sorridere amabilmente su alcune poco note conseguenze della notorietà (Twisting by the Pool).
Registrato in soli due giorni, dopo che Pick Withers lasciò il gruppo, le sessioni di registrazione di questo EP servirono come provino per il nuovo batterista Terry Williams.
Il disco contiene tre tracce nella versione internazionale e quattro nella versione americana, che includeva anche la canzone Badges, Posters, Stickers and T-Shirts, un outtake dalle sessioni dell'album Love over Gold che era stato pubblicato in altri territori come lato b di Private Investigations.
L'EP è uscito soltanto in vinile e non è mai stato pubblicato su CD, ad eccezione di un rarissimo CD-Video. Tuttavia, il brano Twisting by the Pool è stato incluso nelle compilation Money for Nothing (1988) in versione remix, e Sultans of Swing: The Very Best of Dire Straits (1998); una versione dal vivo di Two Young Lovers è presente in Alchemy: Dire Straits Live (1984).

## Tracce
- Testi e musiche di Mark Knopfler.

1. Twisting by the Pool – 3:30
2. Two Young Lovers – 3:20
3. If I Had You – 4:20
4. Badges, Posters, Stickers and T-Shirts – 4:50

## Formazione
- Mark Knopfler – voce, chitarra solista
- Hal Lindes – chitarra, cori
- Alan Clark – pianoforte, organo, sintetizzatore
- John Illsley – basso, cori
- Terry Williams – batteria

## Altri musicisti
- Mel Collins – sassofono in Two Young Lovers
- Pick Withers – batteria in Badges, Posters, Stickers and T-Shirts